# Tréon
Tréon är en kommun i departementet Eure-et-Loir i regionen Centre-Val de Loire strax norr om centrala Frankrike. Kommunen ligger i kantonen Dreux-Sud som tillhör arrondissementet Dreux. År 2022 hade Tréon 1 448 invånare.

## Befolkningsutveckling
Antalet invånare i kommunen Tréon
Referens:INSEE